# Puchar Polski w piłce nożnej (1992/1993)
Puchar Polski w piłce nożnej mężczyzn 1992/1993 – 39. edycja rozgrywek mających na celu wyłonienie zdobywcy Pucharu Polski, który uzyskał tym samym prawo gry w 1/16 finału Pucharu Zdobywców Pucharów w sezonie 1993/1994. Mecz finałowy odbył się na Stadionie Śląskim w Chorzowie.
Tytuł zdobył GKS Katowice, dla którego był to trzeci tryumf w historii klubu.

## Runda Wstępna –25 lipca1992
Concordia Piotrków Trybunalski – Terpol Sieradz 3-1
Tarnovia Tarnów – Karpaty Krosno 0-4
Raków Częstochowa – Odra Opole 2-1, po dogr.
Gwardia Koszalin – Jantar Ustka 3-0
Pomezania Malbork – Jeziorak Iława 3-1, po dogr.
Celuloza Kostrzyn – Orzeł Biały Wałcz 1-0
Olimpia Kamienna Góra – Górnik Złotoryja 1-2
Mławianka Mława – Górnik Łęczyca 2-1
Kamax/Spomasz Kańczuga –  Hetman Zamość 1-6

## I Runda –1 sierpnia1992
Górnik Złotoryja – Celuloza Kostrzyn  1-0
Goplania Inowrocław – Elana Toruń 2-1
MZKS Wasilków – AZS-AWF Biała Podlaska 4-2, po dogr.
Ruch II Chorzów – BKS Stal Bielsko-Biała 1-0
Bucovia Bukowa – Tłoki Stal Gorzyce 0-1, po dogr.
Ravia Rawicz – Olimpia II Poznań 1-0
Start Krasnystaw – Radomiak Radom 1-1, k. 3-4
Harnaś Tymbark – Stal II Mielec 2-4
Wigry Suwałki – Olimpia Zambrów 1-0
Pogoń Siedlce – KS Lublinianka 2-0
Zootechnik Żórawina – Wistil Kalisz 0-2
Eden Rogów – Włocłavia Włocławek  2-2, k. 4-3
ŁKS II Łódź – Polkolor Piaseczno 0-4
Raków Częstochowa – Garbarnia Kraków 1-2
Concordia Piotrków Trybunalski – Górnik Konin 1-3
Mławianka Mława – Bug Wyszków 1-5
Błękitni Stargard – Gwardia Koszalin 3-2
Kryształ Stronie Śląskie – Dozamet Nowa Sól 4-1
Pomezania Malbork – Polonia Gdańsk 0-1
Karpaty Krosno – Hetman Zamość 4-2

## II Runda –12 sierpnia1992
Pogoń Siedlce – Resovia 3-0
Wistil Kalisz – Ślęza Wrocław 0-2
Stal II Mielec – Stal Rzeszów 2-1
Polkolor Piaseczno – Boruta Zgierz 2-2, k. 3-2
Górnik Konin – Raków Częstochowa 0-2, po dogr.
Polonia Gdańsk – Chemik Bydgoszcz 0-0, k. 4-5
Karpaty Krosno – Avia Świdnik 1-0
Gwardia Warszawa – GKS Bełchatów 1-2
Sandecja Nowy Sącz – Wisłoka Dębica 2-4
Cracovia – Błękitni Kielce 1-3
Bug Wyszków – Petrochemia Płock 1-0, po dogr.
Błękitni Stargard – Lechia Gdańsk 2-3
Kryształ Stronie Śląskie – Górnik Pszów 1-4
MZKS Wasilków – Polonia Warszawa 0-2
Tłoki Stal Gorzyce – Korona Kielce 1-3, po dogr. 
Ruch II Chorzów – Polonia Bytom 2-1
Ravia Rawicz – Polger Police 2-4
Wigry Suwałki – Stomil Olsztyn 1-1, k. 2-3
Odra Wodzisław – Zagłębie Wałbrzych 1-2
Moto Jelcz Oława – Warta Poznań 0-3
Górnik Wałbrzych – Naprzód Rydułtowy 2-1
Górnik Złotoryja – Stilon Gorzów Wielkopolski 0-1 (Bisaga 74')
Polonia Elbląg – Jagiellonia Białystok 1-5
Garbarnia Kraków – Szombierki Bytom 0-1
Goplania Inowrocław – Pogoń Szczecin 0-3
Radomiak Radom – Siarka Tarnobrzeg 2-1, po dogr.
Chrobry Głogów – Miedź Legnica 0-2 (Gierejkiewicz 33' Olbiński 55')
Eden Rogów – Bałtyk Gdynia 0-4

## III Runda –26 sierpnia1992
Warta Poznań – Miedź Legnica 1-1, k. 3-4
Radomiak Radom – Polonia Warszawa 1-2, po dogr.
GKS Bełchatów – Zagłębie Wałbrzych 2-3
Pogoń Siedlce – Błękitni Kielce 0-3
Karpaty Krosno – Szombierki Bytom 2-0
Polger Police – Stilon Gorzów Wielkopolski 4-1
Górnik Wałbrzych – Ślęza Wrocław 0-1
Chemik Bydgoszcz – Lechia Gdańsk 3-6
Polkolor Piaseczno – Jagiellonia Białystok 4-1
Korona Kielce – Górnik Pszów 1-2
Bałtyk Gdynia – Pogoń Szczecin 1-2
Stal II Mielec – Wisłoka Dębica 0-3
Bug Wyszków – Stomil Olsztyn 2-3, po dogr. 
Ruch II Chorzów – Raków Częstochowa  1-1, k. 4-2 

## IV Runda –21 października1992
Pogoń Szczecin –  Wisła Kraków 3-4, po dogr.
Polkolor Piaseczno –  Zagłębie Lubin 1-1, k. 2-4 
Zagłębie Sosnowiec –  Śląsk Wrocław 1-4, po dogr. 
Górnik Pszów – GKS Katowice 0-2
Karpaty Krosno – Legia Warszawa 1-3
Miedź Legnica – Igloopol Dębica 1-0
Ślęza Wrocław – Stal Mielec 0-3
Stomil Olsztyn – Zawisza Bydgoszcz 4-2
Błękitni Kielce – Ruch Chorzów 0-1
Ruch II Chorzów – Olimpia Poznań 1-0
Polger Police – Stal Stalowa Wola 1-0
Zagłębie Wałbrzych – Motor Lublin 3-0, po dogr.
Wisłoka Dębica – Hutnik Kraków 2-1
Polonia Warszawa – Górnik Zabrze 1-2
Lechia Gdańsk – Widzew Łódź 0-3
ŁKS Łódź – Lech Poznań 3-1

## 1/8 finału
Mecze zostały rozegrane 11 listopada 1992.
Polger Police – Wisłoka Dębica 2:3 dogr. (Kęsy 11' Białas 22' - Benedyk 34' 47' Pieniążek 98')

Wisła Kraków – GKS Katowice 0:1 dogr. (Wolny 108')

Ruch II Chorzów – Miedź Legnica 2:1 dogr. (Dąbrowski 83' Śrutwa114' - Murdza 84')

Widzew Łódź – Ruch Chorzów 2:0 (Miąszkiewicz 52' Bajor 75')

Legia Warszawa – Zagłębie Lubin 3:0 (Grzesiak 25' Kowalczyk 40' Czykier 45'k.)

Stomil Olsztyn – ŁKS Łódź 0:1 (Cebula 41')

Śląsk Wrocław – Stal Mielec 5:2 (Tęsiorowski 8' Mandziejewicz 25' 85' Żabski 43' 66' - Łętocha 68' Fedoruk 90')

Zagłębie Wałbrzych – Górnik Zabrze 1:1, k. 4:3 (Jacyna 17' - Bałuszyński 53')

## Ćwierćfinały
Pierwsze mecze zostały rozegrane 10 marca 1993, a rewanże 24 marca 1993.
Śląsk Wrocław – Widzew Łódź 1:0 (Grech 88')

Widzew Łódź – Śląsk Wrocław 1:3 (Michalczuk 21' - Sobczak 50' Grech 67' Misztur 72')

-

Ruch II Chorzów – Wisłoka Dębica 1:0 (Dąbrowski 75')

Wisłoka Dębica – Ruch II Chorzów 0:2 (Śrutwa 21' 64')

-

GKS Katowice – ŁKS Łódź 1:0 (Szewczyk 64')

ŁKS Łódź – GKS Katowice 0:0

-

KP Wałbrzych – Legia Warszawa 2:1 (Lakus 20' Jacyna 57' - Śliwowski 48')

Legia Warszawa – KP Wałbrzych 2:0 (Kacprzak 36' Śliwowski 62')

## Półfinały
Pierwsze mecze zostały rozegrane 7 kwietnia 1993, a rewanże 24 kwietnia 1993.
Legia Warszawa – GKS Katowice 0:1 (Wolny 44')

GKS Katowice – Legia Warszawa 0:0

-

Śląsk Wrocław – Ruch II Chorzów 1:1 (Basow 39' - Probierz 70')

Ruch II Chorzów – Śląsk Wrocław 4:1 (Posiłek 10' Gilewicz 49' 82' Dąbrowski 75' - Basow 65')

## Finał
| 23 czerwca 1993 18:00                                        | GKS Katowice · Janoszka 51' | 1:1 k. 5:40:1Raport                                  | Ruch II Chorzów · 37' Śrutwa | Stadion Śląski, Chorzów Widzów: 10 000 Sędzia: Ryszard Wójcik (Opole) |
|                                                              |                             |                                                      |                              |                                                                       |
|                                                              |                             | Rzuty karne                                          |                              |                                                                       |
| Janoszka · Szewczyk · Maciejewski · M. Świerczewski · Ledwoń |                             | Jendryczko · Gilewicz · Bednarz · Wagner · Dąbrowski |                              |                                                                       |